# 장 비고 상
장 비고 상 (Prix Jean-Vigo)은 프랑스의 독창적이고 재능있는 영화 감독에게 주어지는 상이다. 주로 젊은 감독 위주로 수상이 이루어진다. 1951년 프랑스의 작가 클로드 아벨린에 의해 처음 시작되어 현재까지 이어지고 있다. 원래는 장편, 단편 구분없이 수상했지만, 1960년부터는 장편부문과 단편부문으로 나누어 수상하고 있다. 상의 이름은 프랑스의 영화 감독 장 비고의 이름에서 따온 것이다.

## 수상자

### 1950년대
- 1951년 : 장 레헤리시 《La Montagne est verte》 (단편)
- 1952년 : 앙리 슈나이더 《La Grande Vie》
- 1953년 : 알베르 라모리스 《백색 갈기》 (단편)
- 1954년 : 알랭 레네, 크리스 마르케 《조각상도 죽는다》 (단편)
- 1955년 : 장 비달 《Émile Zola》 (단편)
- 1956년 : 알랭 레네 《밤과 안개》 (단편)
- 1957년 : 알랭 제수아 《Léon la lune》 (단편)
- 1958년 : 루이 그로스피에르 《Les Femmes de Stermetz》 (단편)
- 1959년 : 클로드 샤브롤 《미남 세르쥬》

### 장편부문
- 1960년 : 장 뤽 고다르 《네 멋대로 해라》
- 1961년 : 자크 파누엘, 장 폴 사시 《La Peau et les os》
- 1962년 : 이브 로베르 《나체 전쟁》
- 1963년 : 프레더릭 로시프 《Mourir à Madrid》
- 1964년 : 로베르 앙리꼬 《La Belle Vie》
- 1965년 : 수상자 없음
- 1966년 : 우스만 셈벤 《흑인 소녀》
- 1967년 : 윌리엄 클라인 《Who Are You, Polly Magoo?》
- 1968년 : 크리스티앙 샬롱쥐 《O Salto》
- 1969년 : 모리스 피알라 《벌거벗은 유년 시절》
- 1970년 : 라울 쿠타르 《Hoa Binh》
- 1971년 : 장-루이스 베르투첼리 《Remparts d'argile》
- 1972년 : Jérôme Laperroussaz 《Continental Circus》
- 1973년 : Guy Gilles 《Absences répétées》
- 1974년 : Bernard Queyssanne, Georges Perec 《Un homme qui dort》
- 1975년 : 르네 페레 《폴의 역사》
- 1976년 : Frank Cassenti 《L'Affiche rouge》
- 1977년 : Christian Bricout 《Paradiso》
- 1978년 : Jacques Champreux 《Bako-l'autre rive》
- 1979년 : 자크 다빌라 《Certaines nouvelles》
- 1980년 : 르네 길슨 《Ma blonde entends-tu dans la ville ?》
- 1981년 : 장-피에르 상티에 《Le Jardinier》
- 1982년 : 필립 가렐 《비밀의 아이》
- 1984년 : Gérard Mordillat 《Vive la sociale!》
- 1985년 : Medhi Charef 《Tea in the Harem|Le Thé au harem d'Archimède》
- 1986년 : 자크 로지에 《맨느 오세앙》
- 1987년 : Laurent Perrin 《Buisson ardent》
- 1988년 : 뤽 물레 《직업의 코미디》
- 1989년 : 다이 시지에 《중국, 나의 고통》
- 1990년 : 패트릭 그랑페레 《모나와 나》
- 1991년 : 에릭 바르비에 《하얀 외침 검은 태양》
- 1992년 : 올리비에 아사야스 《Paris s'éveille》
- 1993년 : 안 퐁텐 《연애는 대개 비극으로 끝난다》
- 1994년 : 세드릭 칸 《너무 행복해》
- 1995년 : 자비에 보부아 《네가 죽을 것을 잊지 마라》
- 1996년 : 파스칼 보니체르 《Encore》
- 1997년 : 브루노 뒤몽 《예수의 삶》
- 1998년 : 클로드 무리에라 《Dis-moi que je rêve》
- 1999년 : Noémie Lvoski 《La vie ne me fait pas peur》
- 2000년 :
  - 패트리샤 마주이 《왕의 딸 》
  - Orso Miret 《De l'histoire ancienne》
- 2001년 :
  - 엠마누엘 부르디외 《입후보자》
  - 알랭 기로디 《오래된 꿈》
- 2002년 : 샤를 나즈만 《Royal Bonbon》
- 2003년 : 장-폴 시베이락 《Toutes ces belles promesses》
- 2004년 : 패트릭 미무니 《Quand je serai star》
- 2005년 : 제롬 보넬 《Les Yeux clairs》
- 2006년 : 로랑 아샤르 《마지막 미친 사람》
- 2007년 : 세르쥬 보종 《프랑스》
- 2008년 : 엠마뉴엘 핀키엘 《희망 그리고 약속의 땅》
- 2009년 : 올리비에 뒤카스텔, 자크 마르티노 《아버지의 비밀》
- 2010년 : 카텔 킬레베레 《혼돈의 봄》
- 2011년 : 라바 아뫼르-제메쉬 《Les Chants de Mandrin》
- 2012년 : 엘레나 클로츠 《아토믹 에이지》
- 2013년 : 장-샤를 피투시 《L'Enclos du temps》
- 2014년 : 장-샤를 휴 《탈주의 밤》
- 2015년 : 다미안 오둘 《La Peur》

### 단편부문
- 1960년 : Édouard Luntz 《Enfants des courants d'air》
- 1961년 : 수상자 없음
- 1962년 : 모리스 코엔 《10 juin 1944》
- 1963년 : 크리스 마르케 《방파제》
- 1964년 : Robert Destanque 《La Saint-Firmin 》
- 1965년 : Gérard Belkin 《Fait à Coaraze》
- 1966년 : 수상자 없음
- 1967년 : 수상자 없음
- 1968년 : Fernand Moszkowicz 《Désirée》
- 1969년 : Louis-Roger 《Le Deuxième Ciel》
- 1970년 : Laurent Gomes 《La Passion selon Florimond》
- 1971년 : 장-샤를르 타쉘라 《Derniers hivers》
- 1972년 : 수상자 없음
- 1973년 : 파스칼 오비에 《Le Soldat et les trois sœurs》
- 1974년 : Théo Robichet 《Septembre chilien de Bruno Muel》
- 1975년 : Christian Broutin 《La Corrida》
- 1976년 : Christian Paureilhe 《Caméra》
- 1977년 : 수상자 없음
- 1978년 : 수상자 없음
- 1979년 : Gérard Marx 《Nuit féline》
- 1980년 : 수상자 없음
- 1981년 : 수상자 없음
- 1982년 : Marie-Claude Treilhou 《Lourdes, l'hiver》
- 1983년 : Pierre-Henri Salfati 《La Fonte de Barlaeus》
- 1984년 : 수상자 없음
- 1985년 : Michel Chion 《Épopine ou le Fer à repasser》
- 1986년 : 아녜스 메를레 《Poussières d'étoiles》
- 1987년 : 조엘 파르쥐 《Pondichéry, juste avant l'oubli》
- 1988년 : 프랑소와 마골랭 《Elle et lui》
- 1989년 : Marie-Christine Perrodin 《Le Porte-plume》
- 1990년 : 미셸 서치 《Elli Fat Man》
- 1991년 : 아르노 데스플레샹 《죽음의 생》
- 1992년 : 소피 필리에 《Des filles et des chiens》
- 1993년 : Emmanuel Descombes 《Faits et gestes》
- 1994년 : 자크 말리오트 《75 centilitres de prières》
- 1995년 : 로랑 캉테 《Tous à la manif》
- 1996년 : 수상자 없음
- 1997년 : Thomas Bardinet 《Soyons amis !》
- 1998년 : 세바스티앙 리프쉬츠 《Les Corps ouverts》
- 1999년 : Christian Dor 《Le Bleu du ciel》
- 2000년 : 이브 쇼몽 《Les Filles de mon pays》
- 2001년 : 알랭 기로디 《오래된 꿈》
- 2002년 : Sarah Petit, 미셀 클레인 《L'Arpenteur》
- 2003년 : Nathalie Loubeyre 《La Coupure》
- 2004년 : 올리비에 토레스 《La nuit sera longue》
- 2005년 : Julien Samani 《La Peau trouée》
- 2006년 : 토마스 살바도르 《De sortie》
- 2007년 : F.J. 오쌍 《침묵》
- 2008년 : 엘리에 시스테른 《Les Paradis perdus》
- 2009년 : 미카엘 허스 《Montparnasse》
- 2010년 : 니콜라스 파리저 《La République》
- 2011년 : Damien Manivel 《La Dame au chien》
- 2012년 :
  - 루이 가렐 《La Règle de trois》
  - 뱅상 디트쉬 《La Vie parisienne》
- 2013년 : 얀 르 퀠렉 《휘청이는 바퀴》
- 2014년 : 세바스티앙 베베데르 《갱 이누이트》
- 2015년 : 피에르-엠마누엘 위르캥 《Le Dernier des Céfrans》